# Семененко, Любовь Ивановна
Семененко, Любовь Ивановна (1 января 1933 года, Смоленская область — ???) — советский и украинский ихтиолог, кандидат биологических наук, заведующая лабораторией морской аквакультуры Азовского научно-исследовательского института рыбного хозяйства (АзНИИРХ) в Бердянске. Под её руководством была осуществлена акклиматизация пиленгаса в Азовском море. Автор около 170 опубликованных научных работ (см. например), трех патентов.

## Биография
Родилась в 1933 году в Смоленской области. В 1936 году семья переехала в Сибирь, в Кемеровскую область. После школы поступила в Томский государственный университет им. Куйбышева на факультет биолого-химических наук на кафедру ихтиологии и гидробиологии. После окончания университета работала учителем биологии в школе-семилетке в совхозе Эльген, Магаданская область. После смерти мужа, главного бухгалтера совхоза, при ограблении, перешла на работу научным сотрудником в Магаданское отделение Тихоокеанского НИИ рыбного хозяйства и океанографии. В 1972 году защитила диссертацию по тихоокеанской наваге. После защиты прошла конкурс на старшего научного сотрудника Лаборатории морских рыб Азовского НИИ рыбного хозяйства в Ростове-на-Дону, через полгода стала заведующей лабораторией.
В 70-х годах в Азовском море все чаще стали происходить массовые заморы бычка, который являлся здесь важной промысловой рыбой. В 1974 году с целью изучения ситуации в Бердянске была организована новая лаборатория морской аквакультуры АзНИИРХ, которую возглавила Л. Семененко. Причина была найдена в большом количестве неочищенных сточных вод, которые сбрасывались в море близлежащими городами. Для борьбы с накоплением органики в прибрежных водах Л. Семененко предложила акклиматизировать в Азовском море пиленгаса, известную рыбу-детрифага (падальщика). В случае успеха акклиматизации пиленгас также мог стать важной промысловой рыбой и компенсировать падение уловов бычка и осетровых.

## Акклиматизация пиленгаса в Азово-Черноморском бассейне
Идею акклиматизировать пиленгаса в Азовском и Чёрном морях теоретически обосновал в 60-х годах профессор Борис Казанский, однако к середине 70-х Одесское отделение Южного научно-исследовательского института рыбного хозяйства и океанографии (ЮгНИРО), занимавшееся этой темой, не получило значимых результатов.
В сентябре 1978 года сотрудники лаборатории морской аквакультуры под руководством Л. Семененко выпустили в крупный полузакрытый Молочный лиман (Северо-Западное Приазовье) 2100 отловленных в Амурском заливе сеголетков пиленгаса. Привезенная молодь успешно перезимовала. В последующие пять лет привезли ещё 7000 сеголетков, годовиков, а также 50 пар производителей пиленгаса.
Естественный нерест пиленгаса в Молочном лимане начался с 1982 года. За последующее десятилетие нерестовая часть его популяции многократно увеличилась, количество самок возросло с 200 в 1982 году до 8,5 млн особей в 1992 году. Особой урожайностью выделилась нерестовая ситуация 1989 года. Поколение молоди этого года ориентировочно оценено в 300 млн шт.
В результате проведенных акклиматизационных и рыбоводных работ в 1989 году в Азовском море были обнаружены первые массовые скопления сеголетков, свидетельствующие о массовом естественном нересте пиленгаса собственно в Азовском море. Численность его популяции быстро увеличилась, и он расселился по всей акватории моря, включая заливы, лиманы, а также реки северного побережья Азовского моря. В 1989—1990 годах впервые стали происходить миграции пиленгаса из Азовского в Чёрное море. В конце мая — начале июня 1993 г. нерест пиленгаса отмечали в южной части Керченского пролива в районе мысов Такиль и Панагия и на предпроливном участке Чёрного моря, а в 1996 году был впервые отмечен его заход в бухты Севастополя.
В середине 1990-х годов запас пиленгаса в Азовском море изменялся от 9.4 до 14.3 тыс. т. В первое десятилетие 2000-х вылов достигал 3.8-10.4 тыс. т. Таким образом, привезенный с Дальнего Востока пиленгас успешно акклиматизировался, создал самовоспроизводящуюся популяцию и не только расселился по Азовскому и Чёрному морям, но даже вышел в Средиземное море.